# Meitounao he Bugaoxing
Meitounao he Bugaoxing (xinès simplificat: 没头脑和不高兴, pinyin: Méitóunǎo hé Bùgāoxìng, literalment 'Sense sentit i malcontent') és un curtmetratge d'animació xinés aparegut l'any 1962. El curtmetratge va ser coproduït per Shanghai Animation Film Studio i l'Acadèmia de cinema de Xangai.
Narra la història de dos xiquets de personalitats contraposades, "Meitounao", feliç i "Bugaoxing", més malcarat.
La pel·lícula és el treball de graduació de la carrera d'animació de l'Acadèmia de Cinema de Xangai del 1962. Tota la classe realitza entre 5 i 10 plans d'animació, mentre que la direcció, guió i altres rols els realitzen alguns dels principals creadors de la indústria de l'animació a la Xina continental d'aquella època, i va ser una obra representativa de l'escola xinesa d'animació. L'animació és humorística i exagerada, amb tècniques senzilles de pintura plana d'una sola línia. Les trames vives de l'animació ressonen amb el públic i esdevenen un clàssic de l'animació xinesa dels anys 60.